# Celia Kuch
Celia Kuch (* 31. Juli 1978 in Weinheim) ist eine ehemalige deutsche Triathletin. Sie ist Vizeeuropameisterin auf der Triathlon-Langdistanz (2013).

## Werdegang
Celia Kuch war in ihrer Jugend als Kunstturnerin aktiv und lief 2003 ihren ersten Marathon. 2004 und 2005 bestritt sie Triathlon-Wettkämpfe in Deutschland und Neuseeland. Mit strukturiertem Training begann sie 2006 im Alter von 27 Jahren.

### Triathlon-Langdistanz seit 2007
Im Januar 2007 startete sie in Wanaka (Neuseeland) erstmals bei einem Triathlon-Wettbewerb über die Langdistanz (3,86 km Schwimmen, 180 km Radfahren und 42,195 km Laufen) und konnte den vierten Rang erreichen. Sie wurde in Neuseeland von ihrem Coach Walter Thorburn betreut. Von 2004 bis 2010 lebte Celia Kuch in Auckland (Neuseeland) und seit Mai 2010 ist sie wieder in Weinheim zuhause.

Sie startete für den TSG Weinheim-Team Radsport Wagner, wurde trainiert von Kristian Manietta, dem Mann von Charlotte Paul und betreut von Astrid Stienen sowie deren Mann Christian. Von 2010 bis 2011 wurde sie von Susanne Buckenlei betreut.
Celia Kuch nahm vorwiegend bei Triathlon-Wettbewerben auf der Langdistanz teil. Im Juli 2012 startete sie bei der Europameisterschaft der Europäischen Triathlon-Union (ETU) in Roth und belegte den zwölften Rang. Im August zog sie sich bei einem Sturz im Training einen Schlüsselbeinbruch zu.

### Vizeeuropameisterin Triathlon Langdistanz 2013
Im September 2013 wurde sie im französischen Vichy Vizeeuropameisterin auf der Triathlon-Langdistanz.
Bei ihrem ersten Duathlon-Start im Rahmen der Powerman-Rennserie wurde sie im Mai 2014 Deutsche Vizemeisterin auf der Duathlon-Langdistanz. Im September 2014 wurde sie Vierte bei der ETU-Langdistanz-Europameisterschaft, die im Rahmen der Challenge Almere-Amsterdam ausgetragen wurde. Im Oktober belegte Celia Kuch auf Mallorca als viertschnellste deutsche Frau den 13. Rang bei der Europameisterschaft auf der Mitteldistanz.
Im Juni 2016 kündigte sie an, ihre aktive Karriere nach der Saison 2016 beenden zu wollen. Im August wurde sie in Ulm zum zweiten Mal Deutsche Vizemeisterin auf der Duathlon-Langdistanz. Seit 2017 geht sie auch ohne Profi-Lizenz an den Start und im September 2017 wurde die damals 39-Jährige Dritte im Ironman Vichy.
Celia Kuch ist heute als Trainerin und Triathlon-Coach tätig.

### Privates
2004 beendete sie ihr Studium an der Johannes Gutenberg-Universität Mainz (Diplom der Sportwissenschaft) und machte dann an der University of Auckland von 2005 bis 2007 ihren Master of Science.
Celia Kuch ist seit 2020 Mutter eines Sohnes und sie lebt mit ihrer Familie in Zell am Harmersbach.

## Sportliche Erfolge
| Datum/Jahr    | Rang | Wettbewerb                                           | Austragungsort | Zeit        | Bemerkung |
| ------------- | ---- | ---------------------------------------------------- | -------------- | ----------- | --- |
| 12. Aug. 2017 | 3    | Waldviertler Eisenmann Triathlon                     | Litschau       | 05:04:20    | hinter der Siegerin Romana Slavinec (2,3 km Schwimmen, 84 km Radfahren und 21 km Laufen) |
| 21. Aug. 2016 | 1    | Breisgau Triathlon                                   | Malterdingen   | 04:41:01    | Siegerin über die Mitteldistanz |
| 18. Juni 2016 | 6    | Ironman 70.3 Luxemburg                               | Remich         | 04:40:16    | Das Rennen musste witterungsbedingt als Duathlon ausgetragen werden (5 km Laufen, 90,1 km Radfahren und 21,1 km Laufen); Elfte in der Gesamtwertung                                                                       |
| 12. Juni 2016 | 3    | Bonn-Triathlon                                       | Bonn           | 03:26:06    | Das Rennen musste witterungsbedingt als Duathlon ausgetragen werden (15 km Laufen, 60 km Radfahren und 7 km Laufen). |
| 5. Juni 2016  | 4    | Mußbach-Triathlon                                    | Mußbach        |             | |
| 28. Mai 2016  | 1    | Löwen-Triathlon                                      | Hachenburg     | 01:18:14    | Siegerin bei der vierten Austragung, auf der Sprintdistanz – neben Johann Ackermann bei den Männern |
| 8. Mai 2016   | 2    | Heidesee-Triathlon                                   | Forst          |             | Zweite hinter Sigrid Mutscheller |
| 23. Aug. 2015 | 10   | Challenge Walchsee-Kaiserwinkl                       | Walchsee       | 04:49:34    | |
| 17. Mai 2015  | 2    | Heidesee-Triathlon                                   | Forst          | 01:36:19,86 | verkürzte olympische Distanz (1 km Schwimmen, 32 km Radfahren und 7,5 km Laufen) |
| 18. Okt. 2014 | 13   | ETU Middle Distance Triathlon European Championships | Peguera        | 05:02:41    | als viertschnellste deutsche Frau bei der Europameisterschaft auf der Mitteldistanz im Rahmen der Challenge Paguera-Mallorca                                                                                              |
| 16. Juni 2014 | 4    | Maxdorfer Triathlon                                  | Maxdorf        | 04:42:08    | hinter der Siegerin Nina Kuhn |
| 18. Aug. 2013 | 2    | Breisgau Triathlon                                   | Malterdingen   | 04:41:03,2  | Baden-Württembergische Vizemeisterin über die Mitteldistanz |
| 12. Mai 2013  | 1    | Tri Pfalz                                            | Kaiserslautern | 04:48:46    | Siegerin auf der Mitteldistanz – neben Konstantin Bachor bei den Männern |
| 3. Juni 2012  | 3    | Mußbach-Triathlon                                    | Mußbach        | 02:22:31    | hinter der Siegerin Laura Philipp |
| 4. Sep. 2011  | 6    | Challenge Walchsee-Kaiserwinkl                       | Walchsee       | 04:42:41    | |
| 24. Aug. 2011 | 10   | Viernheimer V-Card Triathlon                         | Viernheim      | 02:44:27,04 | |
| 12. Juni 2011 | 5    | Maxdorfer Triathlon                                  | Maxdorf        | 04:31:18    | hinter der Siegerin Katja Rabe |
| 5. Sep. 2010  | 6    | Challenge Walchsee-Kaiserwinkl                       | Walchsee       | 04:43:58    | bei der Erstaustragung |
| 22. Aug. 2010 | 7    | Viernheimer V-Card Triathlon                         | Viernheim      | 02:40:30    | Mit dem siebten Rang (1,5 km Schwimmen, 46 km Radfahren und 10 km Laufen) erreichte Celia Kuch beim Rhein-Neckar-Cup 2010 (Mußbach-Triathlon, RömerMan, Heidelbergman und Viernheimer V-Card Triathlon) den vierten Rang. |
| 1. Aug. 2010  | 4    | HeidelbergMan                                        | Heidelberg     | 02:19:36    | |
| 6. Juni 2010  | 14   | Challenge Kraichgau                                  | Kraichgau      | 04:51:50    | |
| 14. Juni 2009 | 5    | Challenge Kraichgau                                  | Kraichgau      | 04:49:20    | als schnellste deutsche Frau hinter der Siegerin Rebekah Keat aus Australien |
| 28. März 2009 | 3    | Auckland Half Ironman                                | Auckland       | 04:50:32    | |
| 11. Jan. 2009 | 5    | Port of Tauranga Half Ironman                        | Hafen Tauranga | 04:35:30    | dritter Platz Elite bei den neuseeländischen Nationalmeisterschaften, hinter der Siegerin Samantha Warriner |
| 15. Dez. 2007 | 2    | Rotorua Half Ironman                                 | Rotorua        | 05:01:45    | |
| 19. Aug. 2007 | 17   | Ironman 70.3 Germany                                 | Wiesbaden      | 05:16:05    | bei der Erstaustragung über die olympische Distanz (1,7 km Schwimmen, 36 km Radfahren und 10 km Laufen) |
| 5. Aug. 2007  | 5    | HeidelbergMan                                        | Heidelberg     | 02:33:13    | |
| 21. Juli 2007 | 6    | Ladenburger RömerMan                                 | Ladenburg      | 02:32:09    | |

| Datum/Jahr    | Rang | Wettbewerb                                                   | Austragungsort    | Zeit     | Bemerkung |
| ------------- | ---- | ------------------------------------------------------------ | ----------------- | -------- | --- |
| 27. Aug. 2017 | 3    | Ironman Vichy                                                | Vichy             | 10:06:29 | |
| 2. Okt. 2016  | DNF  | Ironman Barcelona                                            | Calella           | –        | Rennabbruch auf der Laufstrecke                                                                                              |
| 4. Sep. 2016  | 1    | Cologne 226                                                  | Köln              | 10:06:34 | Siegerin auf der Langdistanz (3,8 km Schwimmen, 180 km Radfahren und 42,195 km Laufen)                                       |
| 3. Juli 2016  | 5    | DTU Deutsche Meisterschaft Triathlon Langdistanz             | Frankfurt am Main | 09:53:24 | Ironman European Championship – Deutsche Meisterschaft Triathlon Langdistanz; als Elfte beim Ironman Germany                 |
| 12. Sep. 2015 | 9    | Challenge Almere-Amsterdam                                   | Almere            | 10:01    | |
| 13. Juni 2015 | 6    | Challenge Denmark                                            | Billund-Herning   | 09:53:55 | bei der Erstaustragung dieses Rennens hinter der Siegerin Beate Görtz                                                        |
| 13. Sep. 2014 | 4    | ETU Challenge Long Distance Triathlon European Championships | Almere            | 09:56:25 | Viertplatzierte bei der ETU-Langdistanz-Europameisterschaft (Challenge Almere-Amsterdam)                                     |
| 29. Juni 2014 | 16   | Ironman Austria                                              | Klagenfurt        | 09:50:10 | |
| 1. März 2014  | 16   | Ironman New Zealand                                          | Taupō             | 10:19:40 | |
| 1. Sep. 2013  | 2    | ETU Challenge Long Distance Triathlon European Championships | Vichy             | 09:30:42 | Vizeeuropameisterin auf der Langdistanz (ETU), hinter Diana Riesler im Rahmen der Challenge Vichy; mit persönlicher Bestzeit |
| 14. Juli 2013 | 3    | DTU Deutsche Meisterschaft Triathlon Langdistanz             | Roth              | 09:37:38 | Deutsche Meisterschaft auf der Langdistanz; achter Rang bei der Challenge Roth                                               |
| 8. Juli 2012  | 10   | ETU Challenge Long Distance Triathlon European Championships | Roth              | 09:34:20 | Triathlon-Europameisterschaft auf der Langdistanz im Rahmen der Challenge Roth                                               |
| 18. Sep. 2011 | 5    | Challenge Henley-on-Thames                                   | Henley-on-Thames  | 10:25:48 | als schnellste Deutsche auf der Langdistanz                                                                                  |
| 10. Juli 2011 | 9    | Challenge Roth                                               | Roth              | 09:47:13 | [ 11 ] |
| 3. Okt. 2010  | 6    | Challenge Barcelona-Maresme                                  | Barcelona         | 10:10:03 | Sechste über die Langdistanz, hinter der Siegerin Lucie Zelenková                                                            |
| 16. Jan. 2010 | 5    | Challenge Wanaka                                             | Wanaka            | 10:25:13 | |
| 5. Dez. 2009  | DNF  | Ironman Western Australia                                    | Busselton         | –        | [ 12 ] |
| 12. Juli 2009 | 16   | Challenge Roth                                               | Roth              | 10:08:04 | Dritte in der AK30 bei der Deutschen Meisterschaft auf der Langdistanz                                                       |
| 7. März 2009  | 9    | Ironman New Zealand                                          | Taupō             | 10:01:37 | [ 13 ] |
| 13. Juli 2008 | 23   | Challenge Roth                                               | Roth              | 10:25:37 | |
| 1. März 2008  | 14   | Ironman New Zealand                                          | Taupō             | 10:31:18 | |
| 19. Jan. 2008 | 3    | Challenge Wanaka                                             | Wanaka            | 10:32:39 | |
| 3. März 2007  | DNF  | Ironman New Zealand                                          | Taupō             | –        | Sturz mit dem Rad |
| 20. Jan. 2007 | 4    | Challenge Wanaka                                             | Wanaka            | 11:26:21 | erster Start auf der Triathlon-Langdistanz                                                                                   |

| Datum/Jahr   | Rang | Wettbewerb                                      | Austragungsort | Zeit     | Bemerkung                                                                              |
| ------------ | ---- | ----------------------------------------------- | -------------- | -------- | -------------------------------------------------------------------------------------- |
| 7. Aug. 2016 | 2    | DTU Deutsche Meisterschaft Duathlon Langdistanz | Ulm            | 04:52:31 | Deutsche Vizemeisterin auf der Duathlon-Langdistanz beim Powerman Germany              |
| 1. Mai 2016  | 3    | Powerman Luxemburg                              | Weiswampach    |          |                                                                                        |
| 18. Mai 2014 | 2    | DTU Deutsche Meisterschaft Duathlon Langdistanz | Falkenstein    | 04:12:44 | Deutsche Vizemeisterin auf der Duathlon-Langdistanz – als Dritte beim Powerman Germany |

| Datum/Jahr    | Rang | Wettbewerb            | Austragungsort | Zeit       | Bemerkung    |
| ------------- | ---- | --------------------- | -------------- | ---------- | ------------ |
| 23. Sep. 2018 | 2    | Jog and Rock          | Bensheim       | 00:42:34,3 | 10 km        |
| 10. März 2013 | 2    | Bienwald Marathon     | Kandel         | 03:02:33   | Marathon     |
| 30. Sep. 2012 | 2    | Herbstlauf Weinheim   | Weinheim       | 01:28:10   | Halbmarathon |
| 3. März 2012  | 1    | Marburger Lahntallauf | Marburg        | 03:06:33   | Marathon     |

(DNF – Did Not Finish)